# Anežka Meranská (1215–1263)
Anežka Meránská (1215? – 7. ledna 1263) byla vévodkyně rakouská, štýrská a poté korutanská pocházející z jihoněmeckého hraběcího rodu Andechsů.

## Život
Anežka byla první dcerou Oty I. z Meranu a Beatrix Burgundské, vnučky císaře Fridricha Barbarossy. Roku 1229 byla Anežka provdána za rakouského a štýrského vévodu Fridricha. Manželství s bojovným Babenberkem bylo po čtrnácti letech z důvodu bezdětnosti rozvedeno. Fridrich se nestačil potřetí oženit, protože roku 1246 padl v bitvě na Litavě. V rozmezí let 1248/56 se Anežka podruhé provdala za korutanského vévodu Oldřicha Sponheimského. Z manželství se narodil syn Jindřich a dcera Anežka, oba však zemřeli v útlém dětství a Anežka je záhy následovala. Byla pohřbena v cisterciáckém klášteře Stična.